# Leucauge fagei
Leucauge fagei är en spindelart som beskrevs av Lodovico di Caporiacco 1954. Leucauge fagei ingår i släktet Leucauge och familjen käkspindlar.
Artens utbredningsområde är Franska Guyana. Inga underarter finns listade i Catalogue of Life.